# Ernesto Víctor Cordes
Ernesto Víctor Cordes, militar argentino que llegó a general de brigada. Fue interventor federal en la provincia de Santa Fe desde el 23 de abril de 1962 hasta el 11 de junio del mismo año.

## Biografía
Fue un oficial de infantería egresado del Colegio Militar en 1932. Fue comandante de la 3.ª División de Infantería con asiento en Paraná entre 1959 y 1960. Después en 1962 fue designado comandante del II Cuerpo de Ejército con asiento en Rosario.
Con el golpe de Estado del 28 de marzo de 1962, del cual fue uno de los participantes, fue designado el 23 de abril interventor en la provincia de Santa Fe por decreto del presidente José María Guido. Después de un breve paso por esta función, fue sustituido en esa función política por el general de brigada Jorge Nocetti Campos desde el 11 de junio.
Pasó a situación de retiro al finalizar el año 1962.